# Sean Grandillo
Sean Grandillo (Cleveland, Ohio, 9 de dezembro de 1992) é um ator, cantor e musicista norte-americano, conhecido pela participação na série The OA e Scream.